# Levensduur (plant)
Zaadplanten kunnen worden ingedeeld naar hun levensduur op grond van het aantal malen dat de plant gedurende zijn hele leven bloeit in monocarpische planten en overblijvende planten. Een verdere onderverdeling van de overblijvende planten is naar de mate van verhouting van de stengels en takken.

## Monocarpische planten

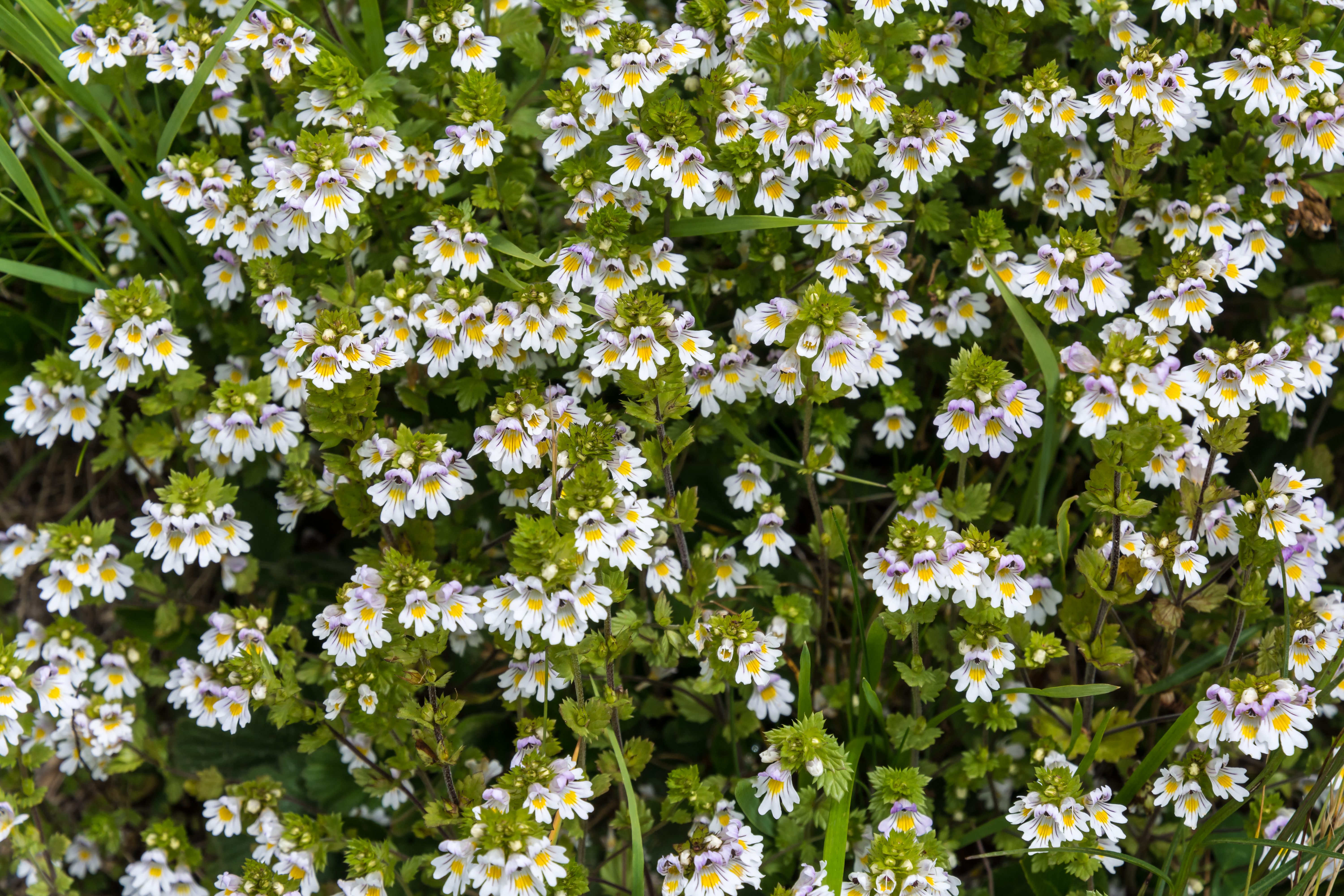
Beklierde ogentroost, Euphrasia rostkoviana, eenjarige halfparasiet, o.a. op grassen

Monocarpische of semelpare planten bloeien slechts eenmaal. Deze planten worden ook hapaxanten genoemd. Het kenmerk is dat de plant zich slechts eenmaal in zijn leven voortplant. De plant sterft na de bloei en vruchtzetting af. Een verdere onderverdeling is afhankelijk van de vraag of de plant zijn gehele levenscyclus afwikkelt binnen een jaar, in twee jaar of daar meer jaren voor nodig heeft:
1. Eenjarige planten voltooien hun levenscyclus van kieming tot zaad binnen één jaar.
2. ,  Tweejarige planten leven twee jaar waarbij de planten in het eerste jaar kiemen en groeien. In het tweede jaar bloeien de planten en produceren ze zaad, hierna sterven de planten af.
3. Meerjarige planten doen verscheidene jaren over hun ontwikkeling, maar aan het eind daarvan bloeien ze slechts eenmaal. Bekende voorbeelden zijn een aantal bamboe's die na een lange periode van vegetatieve groei eenmaal bloeien en dan afsterven.

Met meerjarige planten worden niet de vaste planten of overblijvend kruiden bedoeld die vaker tijdens hun leven kunnen bloeien. Vaste planten hebben ook geen verhoute, maar kruidachtige stengels.

## Overblijvende planten
Overblijvende planten, ook wel polycarpische of iteropare planten, bloeien meermalen gedurende hun leven. Deze planten hebben vaak een vertakte hoofdwortel, verhoute stengels en niet-bloeiende (vegetatieve) stengels en kunnen meerdere malen in hun leven bloeien. De belangrijkste verdere onderverdeling is naar secundaire diktegroei – de aanwezigheid van een verhoute stengel of stam.
 (symbool voor Jupiter) vaste plant of overblijvend kruid. Een vaste plant is een kruidachtige en niet-verhoute, overblijvende zaadplant, die meer dan eenmaal tijdens zijn levensduur kan bloeien én langer dan twee jaar leeft.
 (symbool voor Saturnus) houtige plant. Houtige planten worden gekenmerkt door secundaire diktegroei, waardoor de takken, stammen en wortels veel hout bevatten.
- Bomen hebben in het algemeen onderscheid tussen takken en de (hoofd-)stam.
- Struiken of heesters worden gekenmerkt doordat ze zich onmiddellijk boven of al in de grond vertakt in een aantal takken.
- Lianen hebben steun nodig van andere planten om omhoog te groeien (zoals druiven).

## Herkenning
Aan de hand van de bouw van de plant valt de levensduur in te schatten, zoals aan de aan- of afwezigheid van vegetatieve spruiten, de mate van verhouting van de stengels en wortels, de vertakking van de wortels, de aan- of afwezigheid van uitlopers, bollen en knollen.
Voorbeelden:
- als alle spruiten fertiel (bloem- of vruchtdragend) zijn, de stengels niet verhout zijn, en de wortels niet zeer sterk ontwikkeld zijn, gaat het om een monocarpische, eenmaal bloeiende plant;
- als er veel steriele spruiten, wortelstokken of uitlopers zijn, de stengels verhout zijn en/of de wortels goed ontwikkeld zijn, gaat het om een overblijvende, polycarpische, meermalen bloeiende plant.

Kruidachtige planten
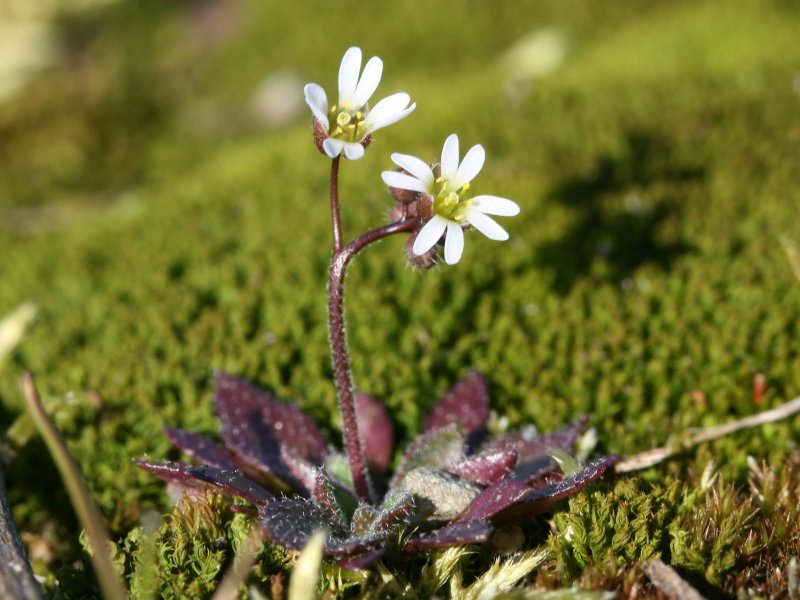
Vroegeling, Erophila verna is een in maart en april bloeiende eenjarige plant.
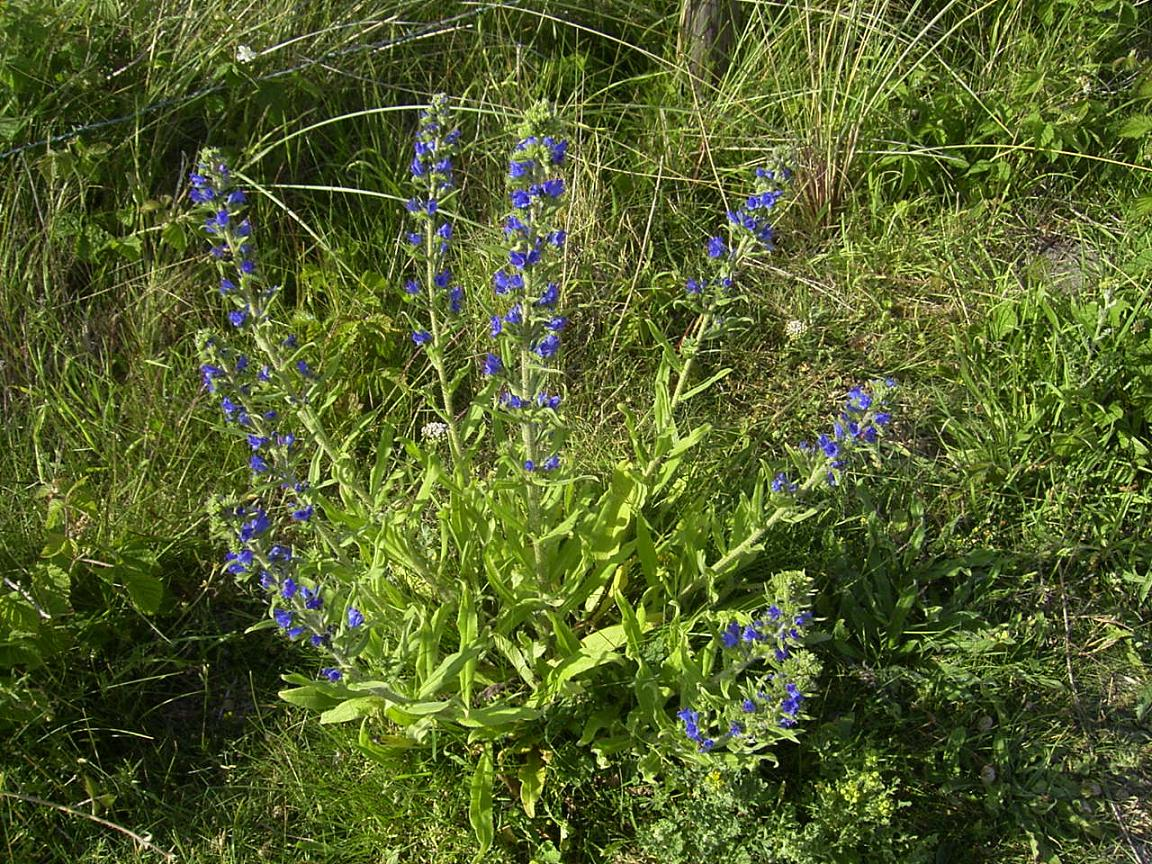
Slangenkruid, Echium vulgare, tweejarige plant
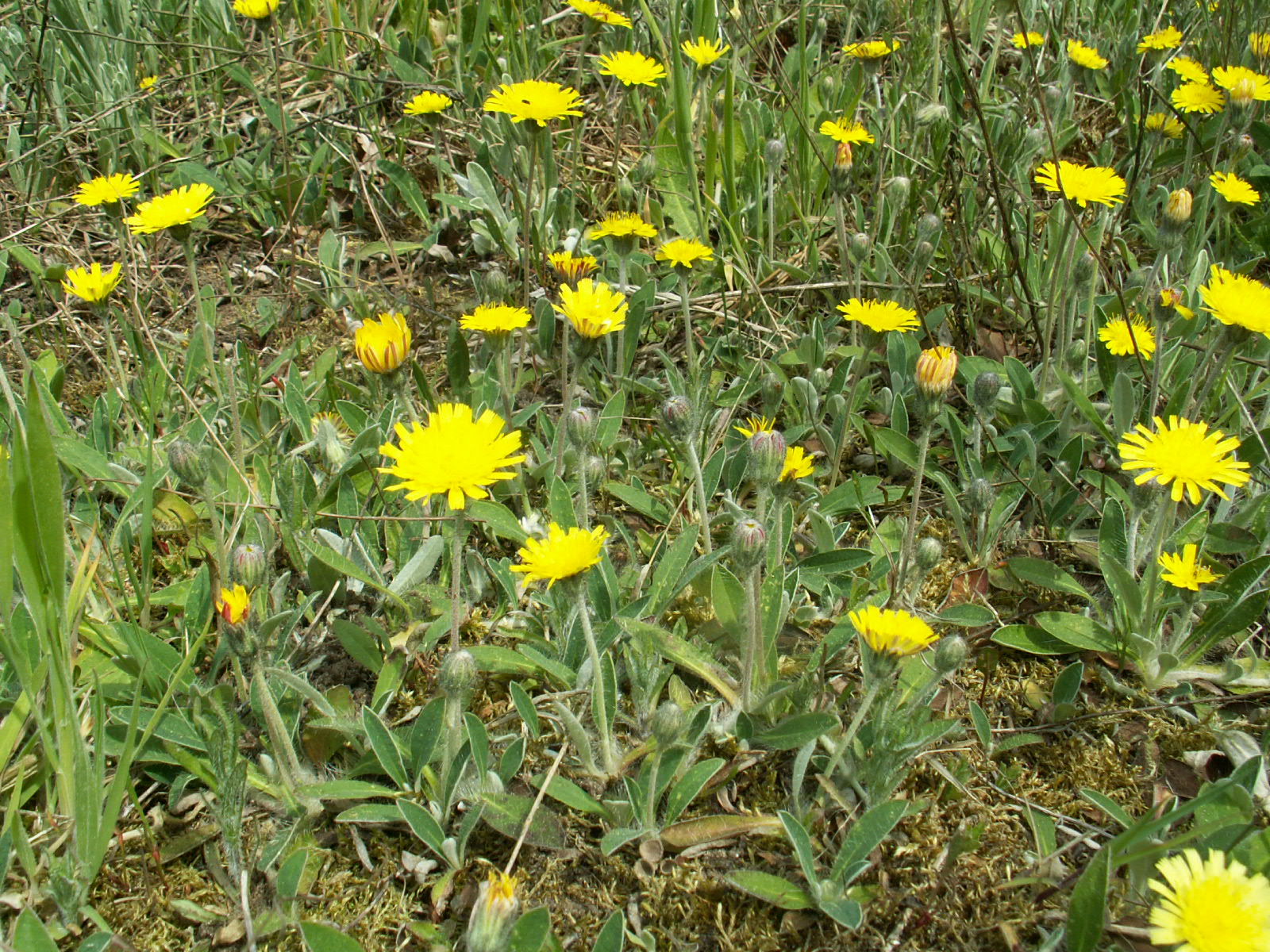
Muizenoor, Hieracium pilosella, vaste plant / overblijvend kruid

Houtige planten
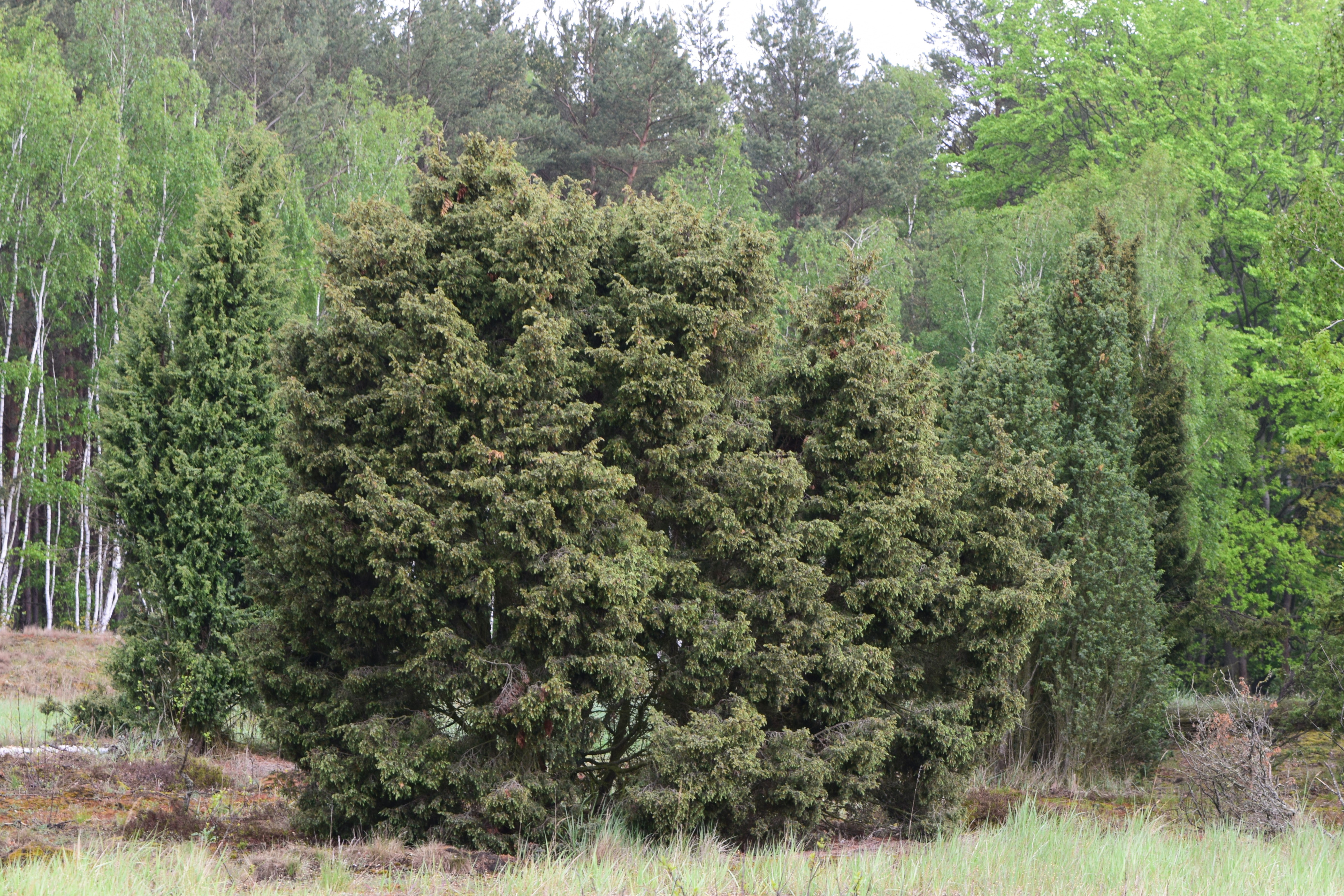
Jeneverbes, Juniperus communis, groenblijvende struik
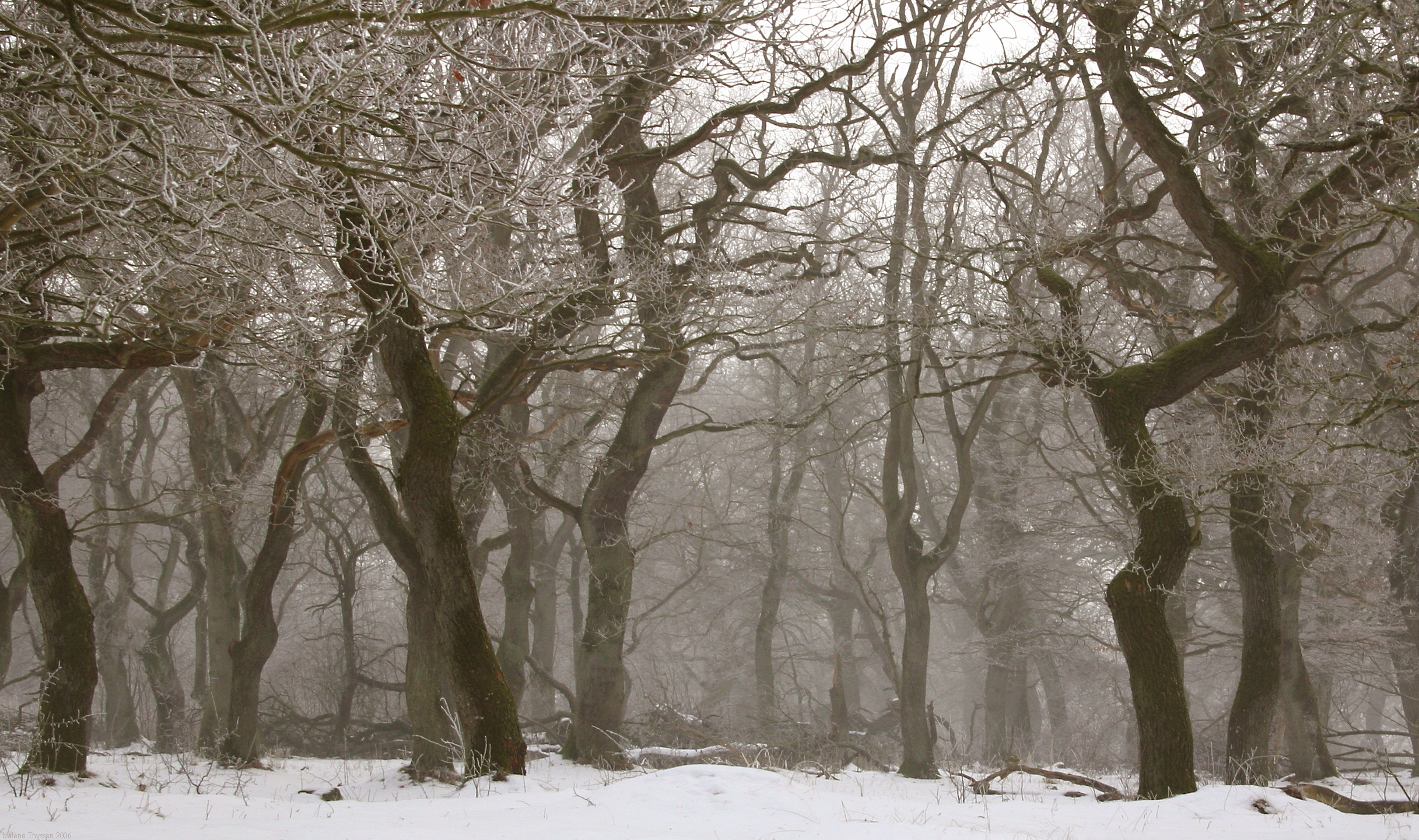
Zomereik, Quercus robur, 's winters loofverliezende boom
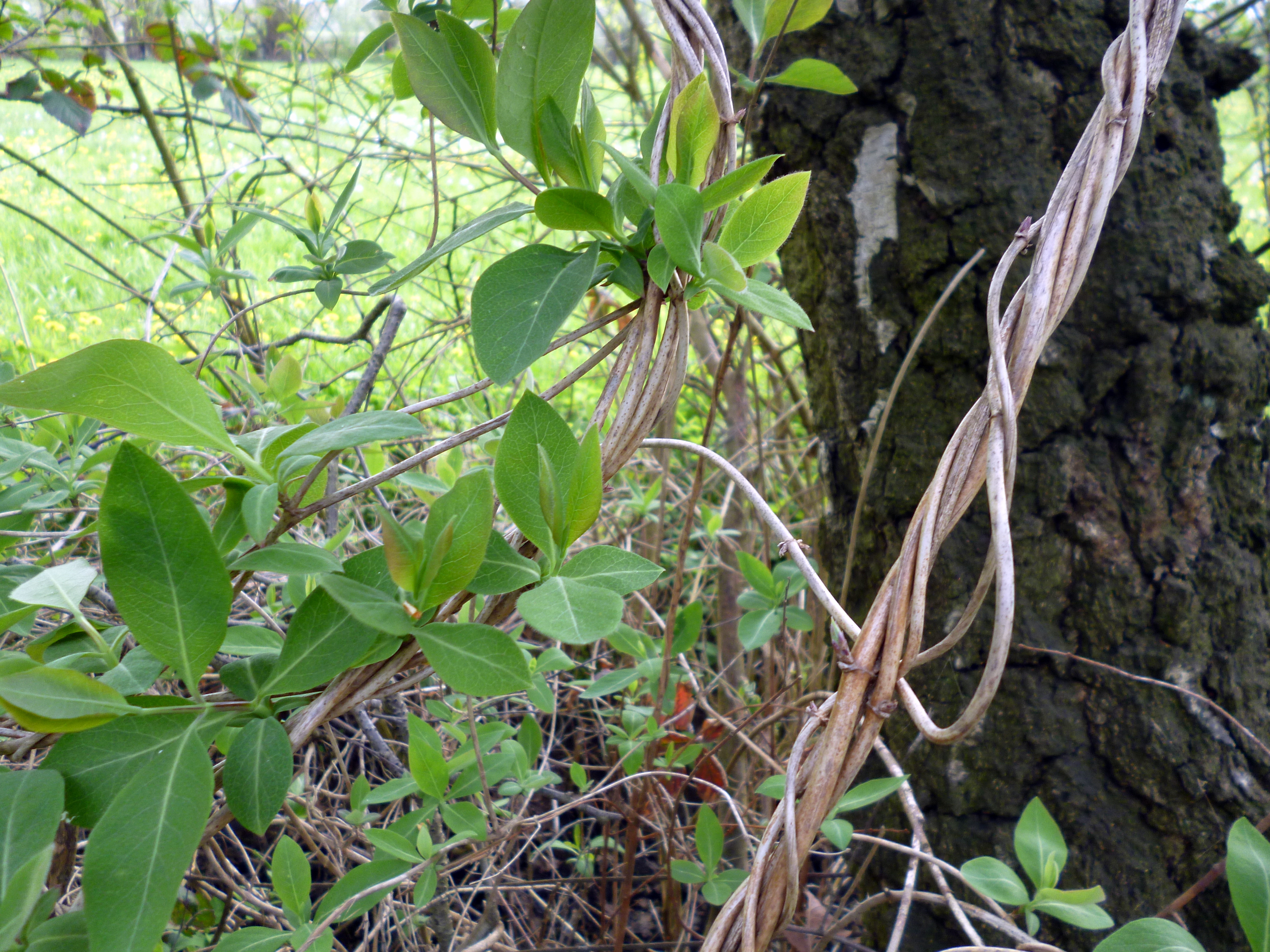
Wilde kamperfoelie, Lonicera periclymenum, liaan